# Крейлерорд
Крейлерорд (нід. Kreileroord) — село в нідерландській провінції Північна Голландія. Входить до муніципалітету Голландс-Крон.
Його площа становить 0,19 км², а населення станом на 2021 рік складало 585 осіб.